# Panellenio Protathlema 1950-1951
La Panellenio Protathlema 1950-1951 è stata la 16ª edizione del campionato di calcio greco conclusa con la vittoria dell'Olympiacos Pireo, al suo nono titolo.
Capocannonieri del torneo furono Christopoulos Stelios, Darivas Jiorgos e Mbembis Thanasis tutti dell'Olympiacos Pireo con 3 reti.

## Formula
Le squadre partecipanti disputarono una prima fase a carattere regionale.
Le prime classificate dei gironi di Atene, Salonicco e Pireo si qualificarono alla fase finale dove disputarono un girone di andata e ritorno per un totale di 4 partite.
Alla vincente venivano assegnati 3 punti, due al pareggio e uno in caso di sconfitta.
L'Iraklis fu penalizzato di un punto.

## Squadre partecipanti
| Squadra    | Città     | Stadio | Girone |
| ---------- | --------- | ------ | ------ |
| Īraklīs    | Salonicco |        | EPSM   |
| Olympiacos | Il Pireo  |        | EPSP   |
| Paniōnios  | Atene     |        | EPSA   |

## Classifica girone finale
|                   | Pos. | Squadra    | Pt | G | V | N | P | GF | GS | DR |
| ----------------- | ---- | ---------- | -- | - | - | - | - | -- | -- | -- |
| Grecia (bandiera) | 1.   | Olympiacos | 12 | 4 | 4 | 0 | 0 | 12 | 3  | +9 |
|                   | 2.   | Paniōnios  | 6  | 4 | 1 | 0 | 3 | 3  | 6  | -3 |
|                   | 3.   | Īraklīs    | 5  | 4 | 1 | 0 | 3 | 4  | 10 | -6 |

Legenda:

      Campione di Grecia
Note:

Tre punti a vittoria, due a pareggio, uno a sconfitta.
Iraklis penalizzato di 1 punto.

### Verdetti
- Olympiakos Pireo campione di Grecia

## Marcatori
| Gol |  |  | Giocatore             | Squadra    |
| --- |  |  | --------------------- | ---------- |
| 3   |  |  | Christopoulos Stelios | Olympiacos |
| 3   |  |  | Darivas Jiorgos       | Olympiacos |
| 3   |  |  | Mbembis Thanasis      | Olympiacos |